# Scumpie
Scumpia (Cotinus) este numele a două specii de plante din familia Anacardiaceae, anume Cotinus coggygria și Cotinus obovatus. Este un arbust mare sau un arbore mic, nativ emisferei nordice, în zonele calde sau umede. Frunzele sunt decidue, alternate, de formă ovală, lungi de 3–13 cm. Florile sunt grupate în panicule, cu o lungime de 15–30 cm. Deoarece par pufoase și au o culoare gri-gălbuie, dau un aspect de fum în jurul plantei. Fructul este drupă mică, cu o singură sămânță. Deși clasificate anterior în genul Rhus, în prezent se disting de plantele din aceste gen prin frunzele simple și inflorescențele pufoase.

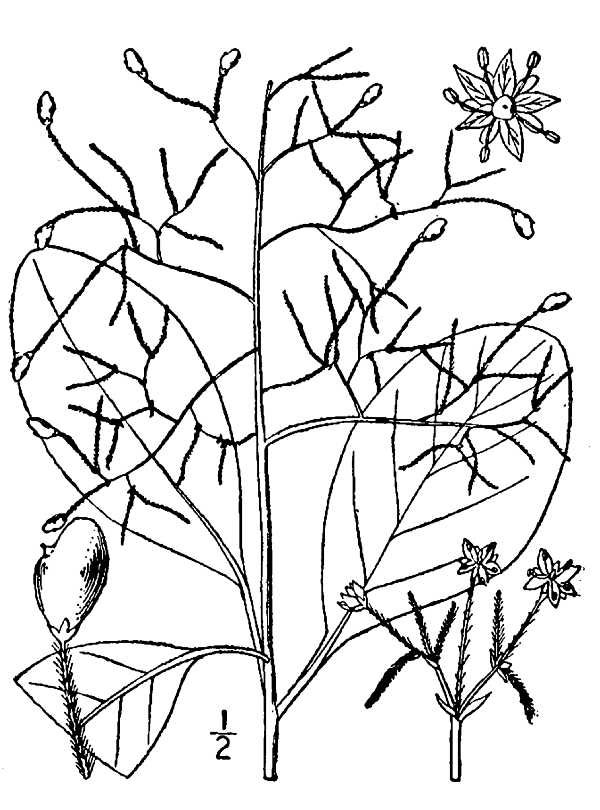
Scumpie americană (Cotinus obovatus)

Scumpia americană (Cotinus obovatus, sin. Rhus cotinoides) este nativă regiunii sud-estice ale Statelor unite ale Americii, din Tennessee până în Alabama și Texas. Este o plantă mai mare, devenind în mod frecvent arbore mic, cu o înălțime de 10–12 m și trunchi de 25 cm diametru. Frunzele sunt de asemenea mai mari, 6–13 cm lungime; culoarea frunzelor din timpul toamnei este mai puternică decât la speciile eurasiatice. Inflorescențele sunt însă mai rare decât în cazul C. coggygria.

## Cultivare și utilizare
Scumpiile, îndeosebi C. coggygria, sunt populare ca arbuști de grădină. Câteva soiuri cu frunze purpurii sau bronz ale speciei C. coggygria au fost selectate, având inflorescențe roz pal și frunze contrastante, purpurii-negre; cele mai comune din comerț sunt 'Notcutt's Variety' și 'Royal Purple'. Dacă sunt plantate împreună, aceste două soiuri produc hibrizi.
Cultivarea se face pe soluri uscate, nefertile, care mențin o creștere slabă și conduc la frunze colorate frumos toamna; dacă sunt plantate pe soluri fertile, arbuștii devin mari și tind să trăiască mai puțin, îmbolnăvindu-se. Ambele specii pot fi curățate primăvara devreme, pentru a produce butași noi, cu frunze mari, dar fără flori.

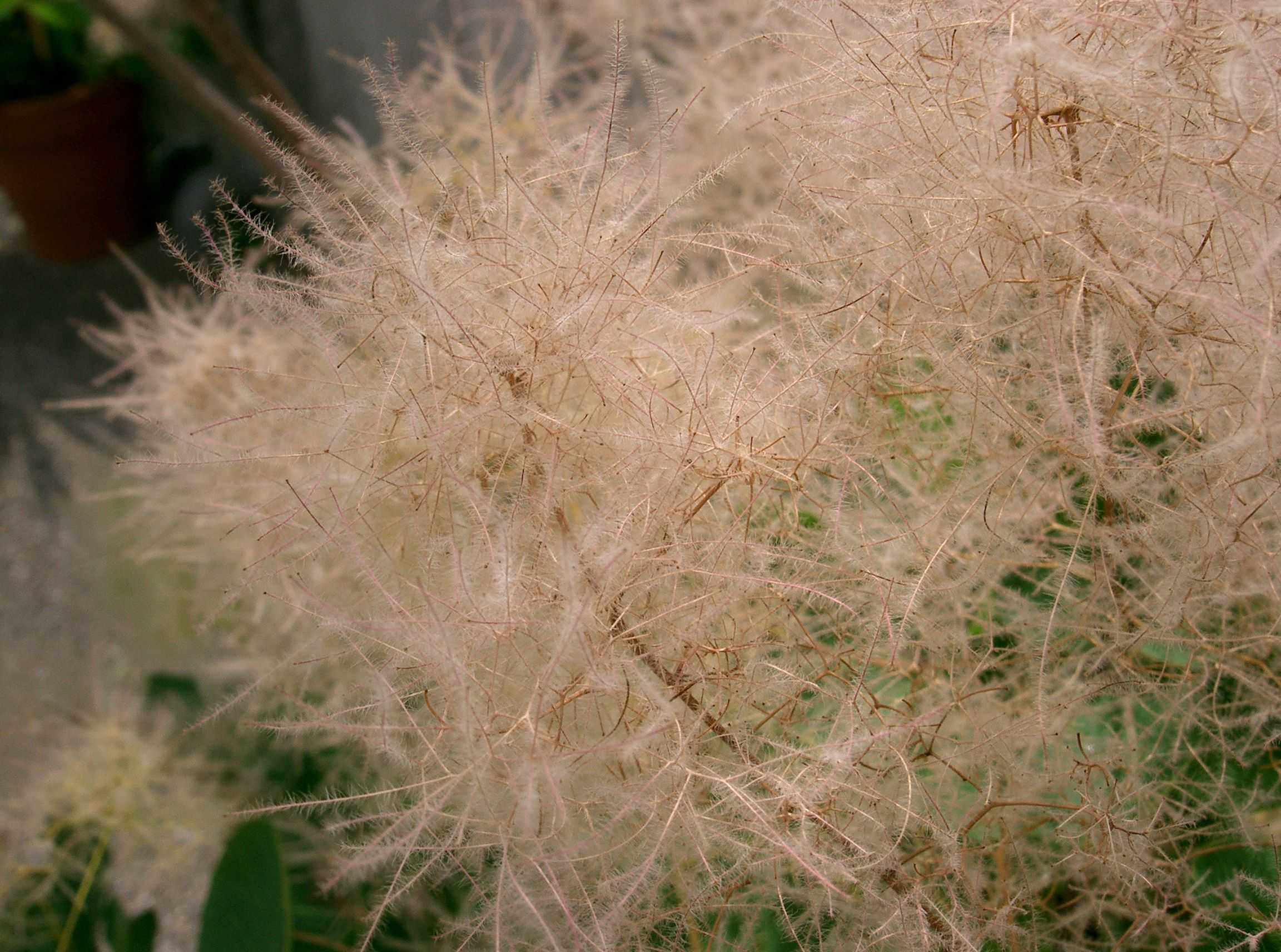
Inflorescenţe de scumpie (Cotinus coggygria)
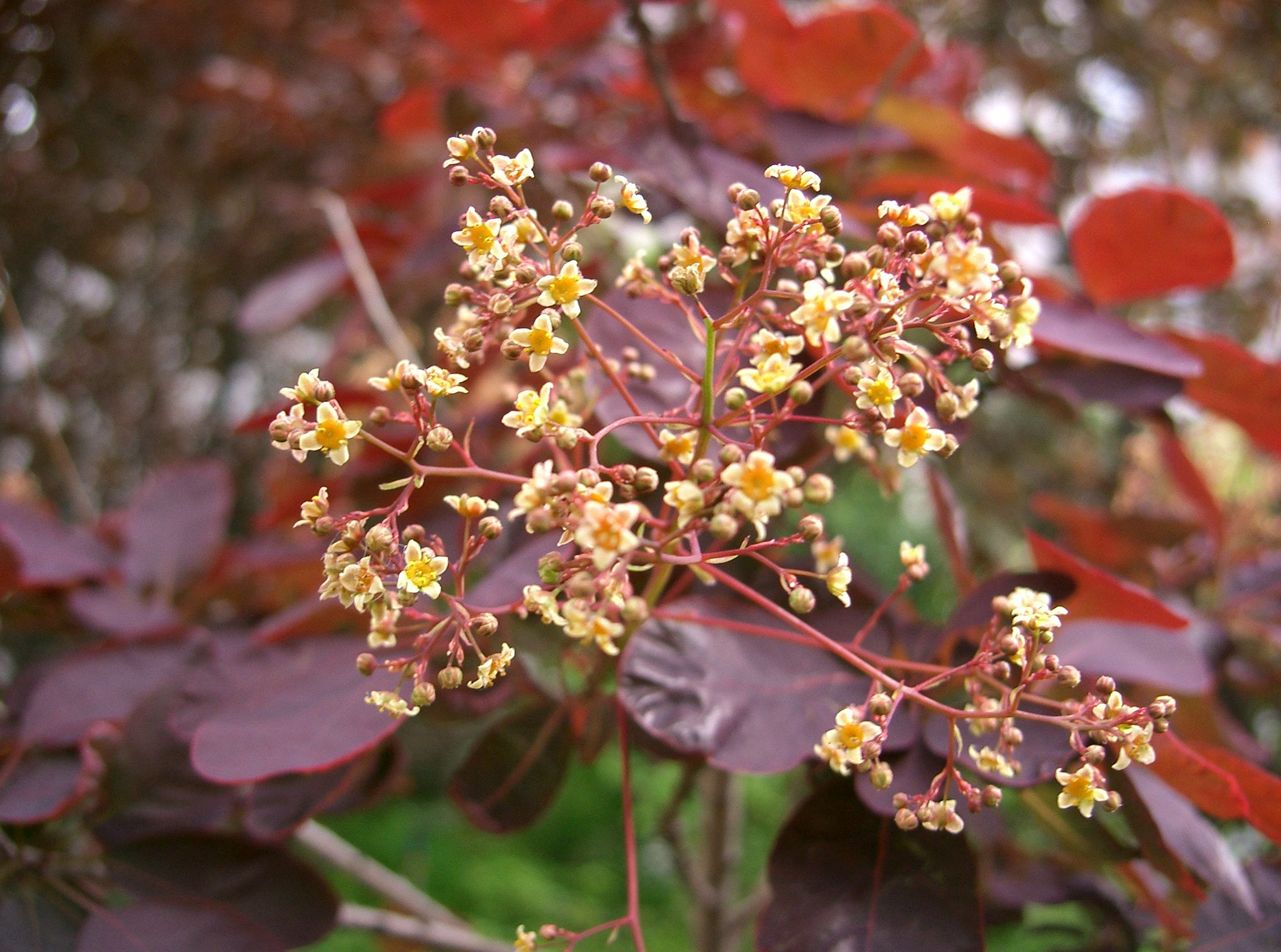
'Royal Purple'
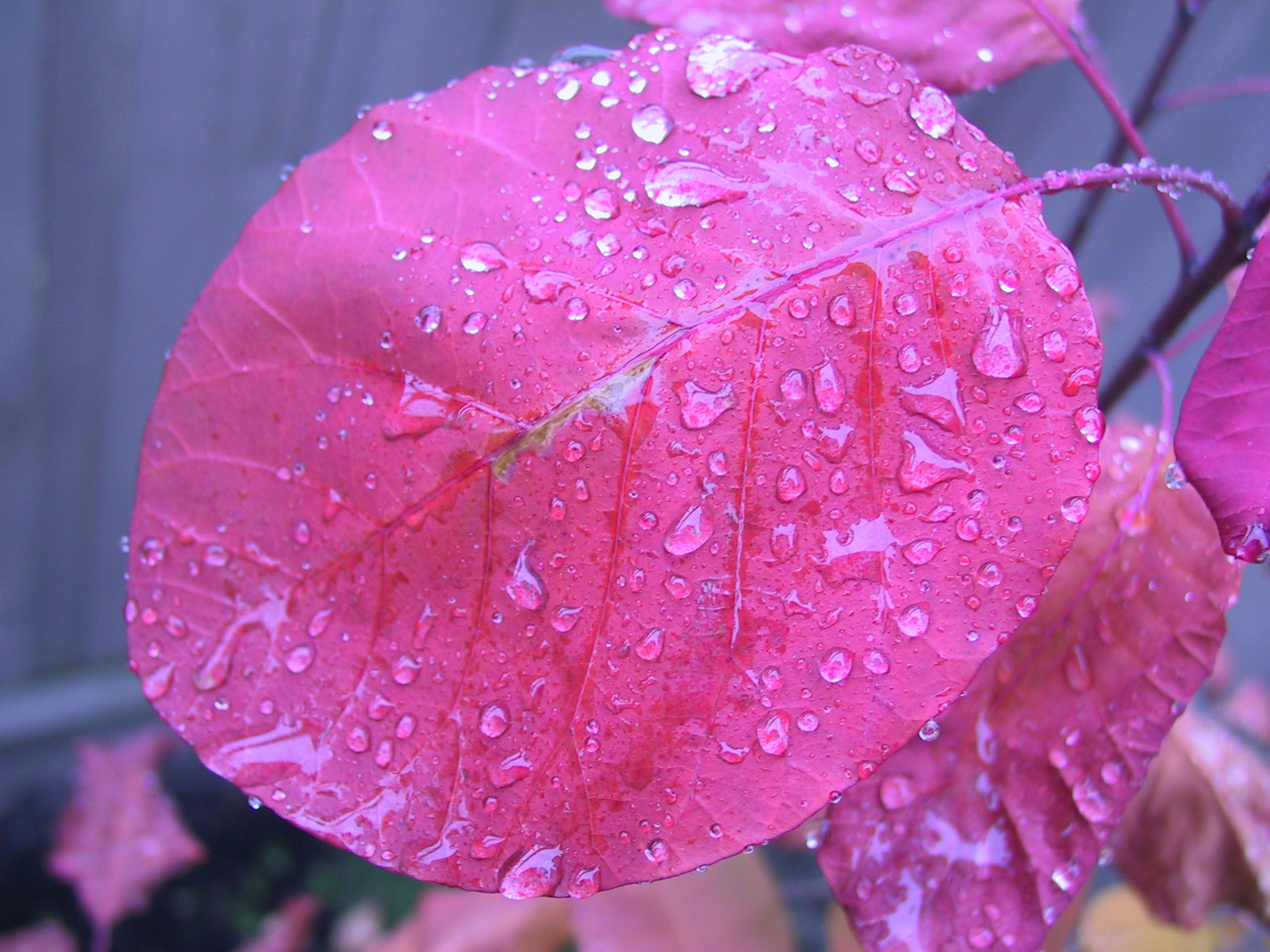
Frunză de scumpie
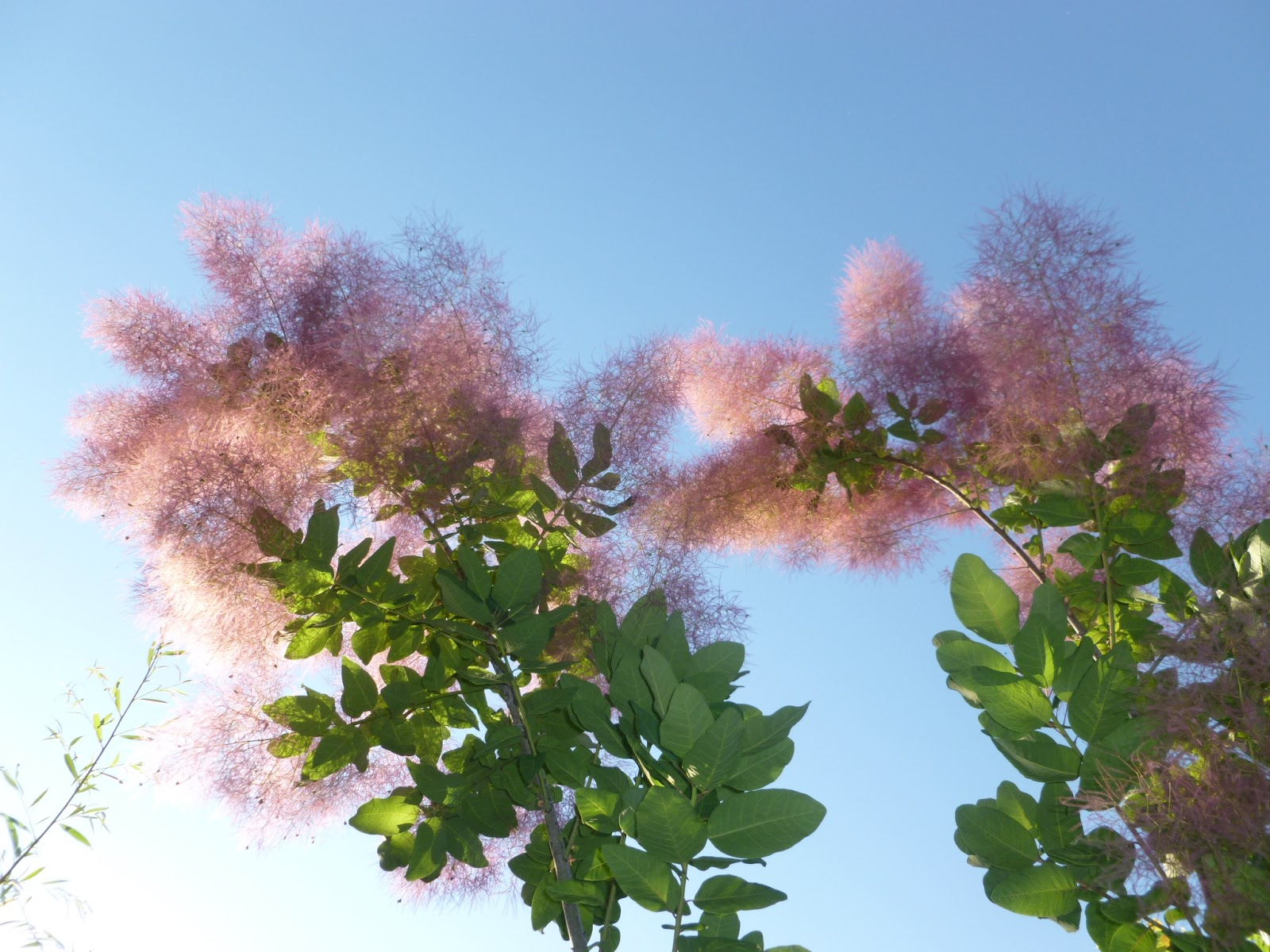
Inflorescențe de scumpie